# شمسی بدل‌بیگلی
شمسی بدل‌بیگلی (ترکی آذربایجانی: Şəmsi Bədəlbəyli) بازیگر و کارگردان تئاتر سرشناس آذربایجانی بود.

## زندگی‌نامه
شمسی بدل‌بیگلی در ۲۳ فوریه سال ۱۹۱۱، در شوشی به دنیا آمد. پدر وی از مدرسان شناخته شده این شهر، بدل‌بیگ بدل‌بیگلی بود. وی در شهر باکو به مدرسه رفت. بعد وارد دانشسرای عالی آذربایجان شد. در دوران دانشجویی با کمال علاقه در محافل داوطلبان تئاتر حضور پیدا و ظرفیت‌های بازیگری خود را امتحان می‌کرد.
در سال ۱۹۲۷، از دانشسرای عالی آذربایجان دانش‌آموخته شد. در سال ۱۹۲۷، وارد کنسرواتوار دولتی آذربایجان شد، جایی که آنچا ۲ سال در بخش یادگیری نواختن سازهای سنتی و بعد در بخش نظریه آهنگسازی را در کلاس‌های حاضر شده و از عزیر حاجی‌بیگف آموزش دید. در بین سال ۱۹۳۰ به ریاست بخش هنر و ادبیات روزنامه «کارمند جوان» رسید و الی ۱۹۳۲ در این سمت فعالیت کرد.
بعد از آن‍که در سال ۱۹۳۲ دانش‌آموخته شد، تا سال ۱۹۴۲ به عنوان دستیار کاررگردان و بعد کارگردان در تئاتر درام ملی آکادمی دولت آذربایجان اشتغال یافت. در سال ۱۹۳۳، برای کذرانیدن دوره آموزشی به مسکو فرستاده شده و در اجرای چندین نمایش مانند دستیار کارگردان در تئاتر مالی کسب تجربه نمود.
در سال ۱۹۳۶ به باکو بازگشته و اینجا به فعالیت‌های کارگردانی خویش در تئاتر درام ملی آکادمی دولت آذربایجان ادامه داد. نمایش چند اثر چون «اود گلینی» (به فارسی: «عروس آتشین») جعفر جبارلی و «موسیو ژوردان و درویش مستعلی شاه» میرزا فتحعلی آخوندزاده» به کارگردانی وی تحقق پذیرفت.
در ۲۳ اکتبر سال ۱۹۳۹، اثر «اؤلولر» (فارسی: مردگان) جلیل محمدقلی‌زاده به نمایش درآمد؛ نمایشی که شمسی بدل‌بیگلی برای اولین بار کارگردانی مستقل آن را بر عهده داشت. پس از این نیز وی کارگردانی چند نمایش را به عهده گرفت.
شمسی بدل‌بیگلی در فاصله‌های زمانی ۱۹۴۳–۱۹۴۹، ۱۹۵۶–۱۹۶۱ و ۱۹۶۳ تا ۱۹۷۴ به عنوان تهیه‌کننده در تئاتر دولتی کمدی موزیکال جمهوری آذربایجان کار کرد. بین سال‌های ۱۹۷۴ تا ۱۹۷۶ در «فیلارمونیک دولتی آذربایجان» متولی چند سمت گردید. در ۲۸ اکتبر به ریاست هیئت مدیره انجمن تئاتر آذربایجان انتخاب شد.
وی با «لیلا صفرعلی اوا» ازدواج کرد و حاصل این ازدواج آهنگساز فرهاد بدل‌بیگلی است. وی در سال ۱۹۸۷ درگذشت.